# Abell 1835 IR
Abell 1835 IR es una galaxia elíptica ubicada en la constelación del Can Mayor. Es una de las candidatas a la galaxia más distante jamás observada.

## Observación inicial
Abell 1835 fue descubierta por los astrónomos  francés y suizo de la European Southern Observatory, a saber Roser Pelló, Johan Richard, Jean-François Le Borgne, Daniel Schaerer, y Jean Paul Kneib. Los astrónomos utilizaron un instrumento del  infrarrojo cercano en la Very Large Telescope para la detección de la galaxia; otros observatorios se utilizaron para poder obtener una imagen de la misma. El Observatorio, conjuntamente con la Fundación Nacional de Ciencia de Suiza, el Centro Nacional de la Investigación Científica, y la revista  Astronomía y Astrofísica , publicó un comunicado de prensa el 1 de marzo de 2004 anuncia el descubrimiento. Se cree que es más distante que la galaxia descubierta a través de la lente de Abell 2218.